# NGC 92
NGC 92 (другие обозначения — ESO 194-12, AM 0018-485, PGC 1388) — спиральная галактика (Sa) в созвездии Феникс.
Вместе с NGC 87, NGC 88 и NGC 89 входит в Квартет Роберта.
Этот объект входит в число перечисленных в оригинальной редакции «Нового общего каталога».